# Unterseeboot U-64 (1916)
Pour les autres navires du même nom, voir Unterseeboot 64.
L'Unterseeboot U-64 était un sous-marin de classe U 63 de la Kaiserliche Marine qui a servi pendant la Première Guerre mondiale. Il a été construit en 1916 et a servi en mer Méditerranée.
Le 19 mars 1917, alors qu’il patrouille dans la mer Tyrrhénienne, l'U-64 rencontre le cuirassé français Danton à 30 milles marins (56 km) au sud de la Sardaigne. L'U-64 torpille le Danton qui coule en 45 minutes avec la perte de 296 hommes.
Au cours de sa carrière, l'U-64 était sous le commandement du Kapitänleutnant Robert Moraht. Il a été perdu le 17 juin 1918.

## Affectations
- IVe flottille : du 31 mai au 19 novembre 1916
- Flottille de Pola / Mittelmeer / Mittelmeer I : du 19 novembre 1916 au 17 juin 1918

## Commandants
- Kptlt. Robert Moraht[3] : du 15 avril 1916 au 17 juin 1918

## Navires coulés
| Date              | Nom                 | Nationalité      | Tonnage | Destin.             |
| ----------------- | ------------------- | ---------------- | ------- | ------------------- |
| 25 septembre 1916 | Bella               | Royaume-Uni      | 11      | Coulé               |
| 26 septembre 1916 | Loch Ryan           | Royaume-Uni      | 186     | Capturé comme prise |
| 10 novembre 1916  | Freja               | Danemark         | 2168    | Coulé               |
| 10 novembre 1916  | Tripel              | Norvège          | 4633    | Coulé               |
| 15 novembre 1916  | F. Matarazzo        | Royaume-Uni      | 2823    | Coulé               |
| 17 février 1917   | HMT Hawk            | Royal Navy       | 243     | Coulé               |
| 17 février 1917   | Okement             | Royaume-Uni      | 4349    | Coulé               |
| 18 février 1917   | Asturian            | Royaume-Uni      | 3193    | Endommagé           |
| 19 février 1917   | Corso               | Royaume-Uni      | 3242    | Coulé               |
| 12 mars 1917      | Nina M.             | Italie           | 118     | Coulé               |
| 16 mars 1917      | Catania             | Italie           | 3188    | Coulé               |
| 17 mars 1917      | Tripoli             | Italie           | 658     | Coulé               |
| 19 mars 1917      | Danton              | Marine nationale | 18300   | Coulé               |
| 23 mars 1917      | Eptalofos           | Royaume-Uni      | 4413    | Coulé               |
| 25 mars 1917      | Berbera             | Royaume-Uni      | 4352    | Coulé               |
| 25 mars 1917      | Immacolata          | Italie           | 137     | Coulé               |
| 5 juin 1917       | Kallundborg         | Royaume-Uni      | 1590    | Coulé               |
| 6 juin 1917       | Oriana              | Argentine        | 1015    | Coulé               |
| 7 juin 1917       | Mama Filomena       | Italie           | 148     | Coulé               |
| 9 juin 1917       | Fert                | Italie           | 5567    | Coulé               |
| 9 juin 1917       | Gratangen           | Norvège          | 2484    | Coulé               |
| 12 juin 1917      | Moreni              | États-Unis       | 4045    | Coulé               |
| 19 juin 1917      | La Giuseppina       | Italie           | 28      | Coulé               |
| 19 juin 1917      | Nuovo Mondo Carmelo | Italie           | 25      | Coulé               |
| 12 septembre 1917 | Gisla               | Norvège          | 2118    | Coulé               |
| 12 septembre 1917 | Urd                 | Royaume-Uni      | 3049    | Coulé               |
| 12 septembre 1917 | Wilmore             | États-Unis       | 5395    | Coulé               |
| 14 septembre 1917 | Amiral De Kersaint  | France           | 5570    | Coulé               |
| 14 septembre 1917 | Ausonia             | Italie           | 1438    | Coulé               |
| 14 septembre 1917 | Chulmleigh          | Royaume-Uni      | 4911    | Coulé               |
| 19 octobre 1917   | War Clover          | Royaume-Uni      | 5174    | Coulé               |
| 25 octobre 1917   | Erviken             | Norvège          | 2134    | Coulé               |
| 25 octobre 1917   | Ness                | Royaume-Uni      | 3050    | Coulé               |
| 25 octobre 1917   | Sheaf Blade         | Royaume-Uni      | 2378    | Coulé               |
| 26 octobre 1917   | Le Tarn             | France           | 1658    | Coulé               |
| 28 octobre 1917   | Ferrona             | Royaume-Uni      | 4591    | Coulé               |
| 9 décembre 1917   | Adour               | Norvège          | 1940    | Coulé               |
| 10 décembre 1917  | Crathorne           | Norvège          | 2619    | Coulé               |
| 10 décembre 1917  | Owasco              | États-Unis       | 4630    | Coulé               |
| 11 décembre 1917  | D. A. Gordon        | Royaume-Uni      | 2301    | Coulé               |
| 11 décembre 1917  | Minorca             | Royaume-Uni      | 1145    | Coulé               |
| 14 décembre 1917  | Coila               | Royaume-Uni      | 4135    | Coulé               |
| 30 janvier 1918   | Minnetonka          | Royaume-Uni      | 13528   | Coulé               |
| 4 février 1918    | Participation       | Italie           | 2438    | Coulé               |
| 5 février 1918    | Caprera             | Italie           | 1875    | Coulé               |
| 6 février 1918    | Duca Di Genova      | Italie           | 7893    | Coulé               |
| 7 février 1918    | Montenegro          | France           | 1306    | Endommagé           |
| 8 février 1918    | Agnese Madre        | Italie           | 235     | Coulé               |
| 8 février 1918    | Emma Felice         | Italie           | 128     | Coulé               |
| 17 juin 1918      | Kandy               | Royaume-Uni      | 4921    | Endommagé           |

## External links
- Wreck Site U-64.